# Clemensia cana
Clemensia cana là một loài bướm đêm thuộc phân họ Arctiinae, họ Erebidae.